# 石川球太
石川 球太（いしかわ きゅうた、本名：石川 輝義、1940年1月16日 - 2018年10月15日）は、日本の漫画家。石川輝義（いしかわ てるよし）、石川球人（いしかわ きゅうと）などの名義による作品もある。長男の龍太郎は、音楽プロデューサーを経て現在はアニメ・ドラマ製作会社を運営している。

## 来歴
神奈川県横浜市出身。横浜市磯子区の横浜市立磯子小学校に学ぶ。関東学院高等学校を中退し、鈴木光明、うしおそうじに師事。『漫画少年』投稿欄の常連入選者で、1955年1月に本名の石川輝義名義で「珍消防隊」を『漫画少年』に掲載してデビューした。1956年4月には、初めての単行本となる書き下ろし貸本単行本『ななし野ものがたり』を漫映出版社から刊行している。
1957年から数年間、永島慎二、杉村篤、中城けんたろう、安松健夫と「むさしの漫画ぷろだくしょん」を結成していた。1966年に『週刊少年マガジン』に連載した「牙王」が代表作となる。以降、動物漫画を主に執筆した。
2018年10月15日、東京都国立市の自宅で病気により死去。78歳没。

## 作品一覧

### 1950年代
- とんぼとり - 『漫画少年』第7巻第7号（1954年7月号）、学童社、石川輝義名義、投稿作品[12]。
- けっさく - 『漫画少年』第7巻第11号（1954年11月号）、学童社、石川輝義名義、投稿作品[13]。
- 珍消防隊 - 『漫画少年』第8巻第1号（1955年1月号）、学童社、石川輝義名義[14]。
- 愛犬 - 『漫画少年』第8巻第11号（1955年9月号）、学童社、石川輝義名義[15]。
- ななし野ものがたり - 書き下ろし作品。石川輝義名義。
  - 『ななし野ものがたり』漫映出版社、1956年4月。
- ゆりちゃんの母よぶ青空 - 『少女』1957年1月増刊号別冊付録、光文社[16]。
- 竜神の玉 - 書き下ろし作品。
  - 『竜神の玉』若木書房〈傑作漫画全集 265〉、1957年1月20日。[17]
- おもしろニュース - 『ぼくら』第3巻第7号（1957年6月号）、講談社[18]。
- マドロス船長 - 『ぼくら』第3巻第8号（1957年7月号） - 第3巻第14号（1957年12月号）、講談社[19]。
- 夕やけ駒 - 書き下ろし作品。
  - 『夕やけ駒』若木書房〈傑作漫画全集 339〉、1957年8月15日。[20]
- こうしてかん字はできた - 共作：保科賢朗、『たのしい三年生』第1巻第10号（1957年9月1日号）、講談社[21]。
- フランケンシュタイン博士 - 『幻』第3号（1957年10月）、日昭館[22]。
- けんちゃんとぽち - 共作：小塚芳夫、『たのしい二年生』第1巻第12号（1957年11月1日号）、講談社[23]。
- 王くんの手品教室 - 共作：柳沢よしたね、『少年』第13巻第4号（1958年3月号） - 第15巻第2号（1960年1月号）、光文社[24]。
- 笑話 - 『少年』第13巻第4号（1958年3月号）、光文社[24]。
- プロ野球 珍記録くらべ - 共作：永見七郎、『少年』第13巻第4号（1958年3月号）、光文社[24]。
- 旋風ぶん太郎 - 『漫画王』第7巻第4号（1958年4月号）別冊付録、秋田書店[25]。
- 探偵こぞう - 『漫画王』第7巻第5号（1958年5月号）別冊付録 - 第8巻第2号（1959年2月号）、秋田書店[26]。
  - 『探偵こぞう』アップルBOXクリエート〈石川球太痛快文庫 13〉、2005年8月31日。
- 小天地 - 共作：赤塚不二夫、『少年』第13巻第7号（1958年6月号）、光文社[27]。挿画担当。
- 灯よいつまでも - 『ひとみ』第1巻第1号（1958年8月号） - 第2巻第2号（1959年2月号）、秋田書店[28][29]。
- 小天地 - 『少年』第13巻第12号（1958年10月号）、光文社[30]。挿画担当。
- 小天地 - 『少年』第13巻第14号（1958年12月号）、光文社[31]。挿画担当。
- くれないの翼 - 『冒険王』第10巻第14号（1958年12月号）、秋田書店[32]。
- さかな三五郎 - 『冒険王』第11巻第1号（1959年1月号）、秋田書店[33]。
- 怪盗流星団 - 『日の丸』第7巻第1号（1959年1月号）、集英社[34]。
- 熱球さんしろう - 『日の丸』第7巻第3号（1959年2月号） - 第7巻第12号（1959年10月号）、集英社[35]。
- ばくだんタンク郎 - 『漫画王』第8巻第3号（1959年3月号） - 第8巻第6号（1959年6月号）、秋田書店[36]。石川球太痛快文庫『探偵こぞう』に収録。
- スーパーローズ - 『ひとみ』第2巻第4号（1959年4月号） - 第4巻第5号（1961年4月号）別冊付録、秋田書店[37][38]。
  - 『スーパーローズ』 1巻、アップルBOXクリエート〈石川球太痛快文庫 1〉、1993年11月10日。
  - 『スーパーローズ』 2巻、アップルBOXクリエート〈石川球太痛快文庫 2〉、1994年6月6日。
  - 『スーパーローズ』 3巻、アップルBOXクリエート〈石川球太痛快文庫 3〉、1994年12月20日。
  - 『スーパーローズ』 4巻、アップルBOXクリエート〈石川球太痛快文庫 8〉、1998年9月25日。
  - 『スーパーローズ』 5巻、アップルBOXクリエート〈石川球太痛快文庫 14〉、2019年4月30日。
- 雨 - 共作：ムロタニツネ象，根岸こみち，谷川一彦、『ひとみ』第2巻第6号（1959年6月号）、秋田書店[39]。
- だんがん選手 - 『少年画報』第12巻第7号（1959年7月号） - 第13巻第3号（1960年3月号）、少年画報社。
- 片目の使者 - 『日の丸』第7巻第10号（1959年8月15日増刊号）、集英社[40]。
- アパッチ投手 - 原作：佐野美津男、『週刊少年マガジン』第1巻第20号（1959年8月9日（20）号） - 第2巻第28号（1960年7月10日（28）号）、講談社[41][42]。
  - 『アパッチ投手』 1巻、東邦漫画出版社、1961年9月1日。

### 1960年代
- 杉浦せんしゅ物語 - 『たのしい四年生』第15巻第12号（1960年3月号）、講談社[43]。
- 少年ブルーバ - 『小学四年生』第39巻第1号（1960年4月号） - 第39巻第14号（1961年3月号）、小学館[44]。
  - 『少年ブルーバ』 1巻、アップルBOXクリエート〈石川球太痛快文庫 15〉、2020年2月10日。
  - 『少年ブルーバ』 2巻、アップルBOXクリエート〈石川球太痛快文庫 17〉、2021年10月10日。
- 青グローブ赤バット - 『少年クラブ』第47巻第9号（1960年8月号）、講談社[45]。
- 少年事件記者 - 共作：沢村毅，竹内勇太郎、『冒険王』第12巻第12号（1960年10月号） - 第13巻第1号（1961年1月号）、秋田書店[46]。
- 地球王子 - 原作：山川惣治、『冒険王』第13巻第4号（1961年3月号） - 第14巻第3号（1962年2月号）、秋田書店[47]。
  - 『地球王子』アップルBOXクリエート〈石川球太痛快文庫 11〉、2003年2月11日。
- ブローニング・キッド - 『別冊少年サンデー』第2巻第2号（1961年春季号）、小学館。
- 少年ケニヤ - 原作：山川惣治、『週刊少年サンデー』第3巻第14号（1961年4月2日（14）号） - 第4巻第14号（1962年4月1日（14）号）、小学館[48][49]。
  - 『少年ケニヤ』 1巻、山川惣治、東邦図書出版社〈TOHŌ COMICS〉、1962年1月1日。[50]
  - 『少年ケニヤ』 2巻、山川惣治、東邦図書出版社〈TOHŌ COMICS〉、1962年2月20日。全国書誌番号:45032128。
  - 『少年ケニヤ』 3巻、山川惣治、東邦図書出版社〈TOHŌ COMICS〉、1962年8月1日。
  - 『少年ケニヤ』 4巻、山川惣治、東邦図書出版社〈TOHŌ COMICS〉、1962年10月20日。
  - 『少年ケニヤ』 5巻、山川惣治、東邦図書出版社〈TOHŌ COMICS〉、1963年1月20日。全国書誌番号:45032128。
  - 『少年ケニヤ』 6巻、山川惣治、東邦図書出版社〈TOHŌ COMICS〉、1963年3月30日。
  - 『少年ケニヤ』 7巻、山川惣治、東邦図書出版社〈TOHŌ COMICS〉、1963年8月30日。
  - 『少年ケニヤ』 8巻、山川惣治、東邦図書出版社〈TOHŌ COMICS〉、1963年9月30日。
- ジャングルの少年 - 原作：ジョゼフ・ラドヤード・キップリング[注 2]、『小学三年生』第16巻第6号（1961年8月増刊号）、小学館[51]。
- ザンバ - 『冒険王』第14巻第4号（1962年3月号） - 第16巻第9号（1964年8月号）、秋田書店[52]。
  - 『ザンバ』 1巻、アップルBOXクリエート〈石川球太痛快文庫 18〉、2022年11月10日。
- 巨象の道 - 『別冊少年サンデー』第3巻第2号（1962年春季号）、小学館[53]。石川球太痛快文庫『少年サファリ』に収録。
- 黒い魔境 - 『別冊少年サンデー』第3巻第3号（1962年夏休み号）、小学館[54]。
- アルプス大将 - 『小学四年生』第41巻第4号（1962年7月号） - 第41巻第12号（1963年12月号）、小学館[55]。
- ミラクリア - 共作：深井国松、『小学六年生』第15巻第9号（1962年11月号） - 第15巻第13号（1963年3月号）、小学館[55]。
- コングの猛襲 - 『漫画王』第15巻第2号（1963年お正月大増刊号）、秋田書店[56]。
- 世にもふしぎでこわいまんが - 『小学五年生』第15巻第10号（1963年1月号）、小学館[57]。
- よくばりすぎた若者――日本と中国のむかし話 - 共作：保永貞夫，中村千尋，園山俊二、『小学二年生』第18巻第11号（1963年2月号）、小学館[58]。
- 緑の無人島 - 原作：南洋一郎、『週刊少年サンデー』第5巻第15号（1962年4月7日（15）号） - 第5巻第29号（1962年7月14日（29）号）、小学館[59][60]。
  - 『緑の無人島』アップルBOXクリエート〈石川球太痛快文庫 16〉、2020年10月31日。
- 13号ベッド - 『小学四年生』第42巻第2号（1963年5月号）、小学館[55]。
- 追跡者の正体 - 『小学五年生』第16巻第3号（1963年6月号）、小学館[55]。
- 太平洋遊撃隊 - 原作：光瀬龍、『週刊少年マガジン』第5巻第33号（1963年8月11日（33）号） - 第5巻第43号（1963年10月20日（43）号）、講談社[61]。
- 宇宙2007年 - 原作：光瀬龍、『中学二年コース』第6巻第9号（1963年11月号） - 第6巻第14号（1964年12月号）、学習研究社[61]。
- 闘犬アラシ号 - 『週刊少年マガジン』第5巻第49号（1963年12月1日（49）号）、講談社[62]。
- 風魔忍法帳 火の星 - 『冒険王』第16巻第3号（1964年1月増刊号）、秋田書店[63]。傑作忍者漫画選集『犬丸』下巻に収録[64]。
- エクストラ・リュウ - 原作：平井和正、『中学二年コース』第8巻第1号（1964年4月号） - 第8巻第14号（1966年12月号）、学習研究社[65]。
- 巨人ロロ - 『まんが王』第13巻第7号（1964年6月号） - 第14巻第4号（1965年3月号）、秋田書店[66]。
  - 『巨人ロロ』アップルBOXクリエート〈石川球太痛快文庫 9〉、2000年11月20日。
- 少年サファリ - 『まんが王』第14巻第5号（1965年4月号） - 第14巻第19号（1965年9月号）、秋田書店[67]。
  - 『少年サファリ』アップルBOXクリエート〈石川球太痛快文庫 12〉、2004年9月25日。
- タイム光線オメガ - 原作：豊田有恒、『中一時代』第9巻第1号（1964年4月号） - 第9巻第14号（1965年3月号）、旺文社[68]。
- 犬丸 - 原作：白石一郎、『週刊少年マガジン』第6巻第28号（1964年7月5日（28）号） - 第6巻第46号（1964年11月8日（46）号）、講談社[42][69]。
  - 『犬丸』 上、アップルBOXクリエート〈傑作忍者漫画選集 3〉、1999年10月20日。
  - 『犬丸』 下、アップルBOXクリエート〈傑作忍者漫画選集 4〉、2000年3月10日。
- 三大怪獣 地球最大の決戦 - 原作：関沢新一、『少年ブック』第17巻第2号（1965年1月新年増刊号）別冊付録、集英社[70]。バンブーコミックス『ゴジラvsキングギドラ決戦史』に収録[71]。
- 少年と大山ねこ - 『小学五年生』第17巻第10号（1965年1月号）、小学館[55]。
- コロボックルの秘密 - 『小学五年生』第17巻第11号（1965年2月号）、小学館[55]。sun comics『銀狼伝』に収録。
- 山ねこ物語 - 原作：ヴィタリー・ヴァレンチーノヴィチ・ビアンキ、『小学四年生』第43巻第12号（1965年3月号）別冊付録、小学館[72][73]。sun comics『銀狼伝』に収録。
- おお！われらサムライ - 『小学五年生』第17巻第12号（1965年3月号）、小学館[74]。
- 魔犬ムサシ - 原作：梶原一騎、『週刊少年マガジン』第7巻第14号（1965年3月28日（14）号） - 第7巻第19号（1965年5月2日（19）号）、講談社[75][76]。
  - 『魔犬ムサシ』講談社〈講談社コミックス KC4〉、1967年5月10日。
- CALL OF THE TIME - 共作：草川隆，小隅黎、『中三時代』第17巻第1号（1965年4月号） - 第17巻第15号（1966年3月号）、旺文社[77][78]。
- ヤマトタケル - 『小学五年生』第18巻第2号（1965年5月号）、小学館[55]。
- ヒョウと兵隊 - 原作：オノレ・ド・バルザック、『小学六年生』第18巻第2号（1965年5月号）、小学館[55]。
- 牙王 - 原作：戸川幸夫[注 3]、『週刊少年マガジン』第7巻第20号（1965年5月9日（20）号） - 第8巻第12号（1966年3月27日（12）号）、講談社[42][79]。
  - 『牙王』 1巻、講談社〈講談社コミックス KC10〉、1967年10月9日。
  - 『牙王』 2巻、講談社〈講談社コミックス KC12〉、1967年12月9日。
  - 『牙王』 3巻、講談社〈講談社コミックス KC14〉、1968年1月20日。
- かた耳の大ジカ - 共作：椋鳩十，石川茂，石田武雄、『小学五年生』第18巻第3号（1965年6月号）、小学館[80]。
- おおかみ王 ロボ - 『小学三年生』第20巻第4号（1965年7月号）、小学館[81]。
- 原始林によぶ声 - 共作：富盛菊枝、『小学五年生』第18巻第5号（1965年8月号）、小学館[82]。
- アルプスの勇者 - 文：相良俊輔、『小学五年生』第18巻第6号（1965年9月号）、小学館[83]。
- 銀狼伝 - 『ぼくら』第11巻第12号（1965年9月増刊号）、講談社。
  - 『銀狼伝』朝日ソノラマ〈sun comics SCM-15〉、1967年9月6日。全国書誌番号:45032126。
- 動物記 - 原作：アーネスト・トンプソン・シートン、『まんが王』第14巻第14号（1965年12月号） - 第15巻第6号（1966年5月号）、秋田書店[84]。
- マウジンガ - 『少年画報』第19巻第1号（1966年1月号） - 第19巻第12号（1966年12月号）、少年画報社[85]。単行本化の際に『魔山・マウジンガ』に改題した。
  - 『魔山・マウジンガ』朝日ソノラマ〈sun comics SCM-12〉、1967年8月1日。全国書誌番号:45032127。
- 黄金の虎 - 『週刊少年サンデー』第8巻第11号（1966年3月25日春季臨時増刊号）、小学館。『石川球太短編集 魔山マウジンガ』に収録[86]。
- 金の月の輪 - 『週刊少年キング』第4巻第27号（1966年7月10日号）、小学館[87]。
- 恐竜100万年 - 共作：大伴昌司，石原豪人、『週刊少年サンデー』第9巻第9号（1967年2月26日（9）号）、小学館[88]。
- 月にほえろ！ - 『週刊少年マガジン』第9巻第9号（1967年2月26日（9）号） - 第9巻第10号（1967年3月5日（10）号）、講談社[89]。
- オネップ・キッド - 共作：石原弘一、『中一時代』第10巻第1号（1966年4月号） - 第10巻第13号（1967年3月号）、旺文社[90][91]。
- 熊犬シロ - 原作：戸川幸夫[注 4]、『週刊少年マガジン』第8巻第20号（1966年5月15日（19）号）、講談社[92]。マンガショップシリーズ『魔犬ムサシ＋キリマンジャロの風』に収録[76]。
- ヘンナ君のヘンナ物語 - 『ぼくら』第12巻第6号（1966年5月号）、講談社[93]。
- さいごの老王 - 『週刊少年マガジン』第8巻第24号（1966年6月12日（23）号）、講談社[76]。マンガショップシリーズ『魔犬ムサシ＋キリマンジャロの風』に収録[76][94]。
- アニマルQ - 『まんが王』第15巻第8号（1966年7月号）、秋田書店[95]。
- 原人ビビ - 『週刊少年サンデー』第8巻第32号（1966年8月7日（31）号） - 第9巻第33号（1967年7月30日（31）号）、小学館[96]。
  - 『原人ビビ』 1巻、朝日ソノラマ〈sun comics SCM-40〉、1968年4月30日。全国書誌番号:45032125。
  - 『原人ビビ』 2巻、朝日ソノラマ〈sun comics SCM-49〉、1968年5月30日。全国書誌番号:45032125。
  - 『原人ビビ』 3巻、朝日ソノラマ〈sun comics SCM-54〉、1968年6月18日。全国書誌番号:45032125。
- ひぐま風 - 原作：戸川幸夫[注 5]、『週刊少年マガジン』第8巻第37号（1966年9月4日（35）号）、講談社[97]。
- オオカミ少年 - 『こどもの光』第3巻第10号（1966年10月号） - 第3巻第12号（1966年12月号）、家の光協会[98]。
- 狼おろし - 『週刊少年マガジン』第9巻第1号（1967年1月1日（1）号） - 第9巻第2号（1967年1月8日（2）号）、講談社[76]。マンガショップシリーズ『魔犬ムサシ＋キリマンジャロの風』に収録[76]。
- さようならトンキー - 『小学四年生』第46巻第1号（1967年4月号）、小学館[99]。sun comics『銀狼伝』に収録。
- マル秘公開 動物の毛バの感じの出し方 - 『COM』第1巻第4号（1967年4月号）、虫プロ商事[100]。
- ビッグファング - 『希望ライフ』第1巻第1号（1967年4月号） - 第1巻第9号（1967年12月号）、潮出版社[101]。
- 赤魔 - 『週刊少年サンデー』第9巻第32号（1967年7月25日増刊号）、小学館[102]。sun comics『銀狼伝』に収録。
- 血の牙 - 『週刊少年マガジン』第9巻第34号（1967年7月30日（31）号）・第9巻第35号（1967年8月6日（32）号）、講談社[103][104]。
- 怪獣王子 - 『少年画報』第20巻第1号（1967年1月号） - 第21巻第4号（1968年4月号）、少年画報社[注 6][106][107]。
- あら馬岬の決闘 - 共作：関耕太、『ぼくら』第13巻第3号（1967年3月号）・第13巻第4号（1967年4月号）、講談社[108][109]。
- さばくの友情 - 共作：関耕太、『ぼくら』第13巻第9号（1967年9月号）・第13巻第10号（1967年10月号）、講談社[110][111]。
- エル・トロス - 『ワイルド』第1巻第10号（10（1967年12月15日）号） - 第2巻第7号（17（1968年6月）号）、タイガー書房[112]。
- 猛獣境大探検 - 『週刊少年マガジン』第10巻第1号（1968年1月1日（1）号）、講談社[113]。
- 象狩り - 『週刊少年サンデー』第10巻第15号（1968年4月1日春季臨時増刊号）、小学館[114]。『石川球太短編集 魔山マウジンガ』に「巨象狩り」と改題して収録[86]。
- 野生犬サボ - 原作：戸川幸夫、『週刊少年マガジン』第10巻第16号（1968年4月7日（15）号） - 第11巻第12号（1969年3月23日（13）号）、講談社[42][115]。
- 球太センセイ､アフリカ行き - 『中三時代』第20巻第1号（1968年4月号）、旺文社[116]。
- フーチン - 『COM』第2巻第8号（1968年8月号）、虫プロ商事[117]。
- ガリガリ伝 - 『ビッグコミック』第1巻第5号（1968年8月号）、小学館[118]。
- コルト・サラマンダー - 『週刊少年キング』第6巻第33号（1968年8月11日（33）号）、少年画報社[119]。回毎に作者が代わる「リレーまんが」で、第1回のみ担当した。
- 野獣大陸 - 『週刊少年マガジン』第10巻第38号（1968年8月18日（34）号）、講談社[120]。
- 赤つむじ - 『週刊少年サンデー』第10巻第38号（1968年8月25日増刊号）、小学館[121]。
- トップマンガ家がえがく 真夏のファンタジー - 共作：石森章太郎，井上洋介，永島慎二、『ボーイズライフ』第6巻第6号（1968年9月号）、小学館[122]。
- 次は火だ！ - 『プレイコミック』第1巻第11号（1968年11月25日号）、秋田書店[123]。
- 大神 - 『ぼくら』第14巻第12号（1968年12月号）、講談社[124]。
- 人喰鉄道 - 原作：戸川幸夫[注 7]、『週刊少年サンデー』第10巻第4号（1969年1月12日（3）号） - 第10巻第23号（1969年5月25日（22）号）、小学館[125]。
  - 『人喰鉄道〔完全版〕』パンローリング〈マンガショップシリーズ 158〉、2007年4月2日。ISBN 978-4-7759-1158-7。
- 戦慄的現代日本之図：一億総賭博師 - 『ビッグコミック』第2巻第1号（1969年4月号）、小学館[126]。
- 地底のタクト - 『デラックス少年サンデー』第1巻第1号（1969年5月号）、小学館[127]。
- 密林の悪魔 まぼろしのぞう - 共作：相良俊輔、『ぼくら』第15巻第6号（1969年6月号）、講談社[128]。
- ずれた男 - 『ビッグコミック』第2巻第6号（1969年6月25日（9）号）、小学館[129]。
- さいごの秩父おおかみ - 共作：相良俊輔、『ぼくら』第15巻第7号（1969年7月号）、講談社[130]。
- 狼少年ケン - 原作：大野寛夫、『東邦のまんがホームランブックス』第1巻第4号（1969年6月30日号）・第1巻第6号（1969年7月30日号）・第1巻第8号（1969年8月30日号）、東邦図書出版社[注 8]。
- 悪魔のバルダナ - 共作：相良俊輔、『ぼくら』第15巻第8号（1969年8月号）、講談社[131]。
- 巨人獣 - 『まんが王』第18巻第13号（1969年11月号）、秋田書店[132]。QJマンガ選書『巨人獣』に収録[133]。

### 1970年代
- だァれも知らない - 『まんが王』第19巻第1号（1970年1月号）別冊付録、秋田書店[134]。
- キリマンジャロの風 - 原作：梶原一騎、『週刊ぼくらマガジン』第2巻第14号（1970年4月7•14日（15•16合併）号）・第2巻第15号（1970年4月21日（17）号）、講談社[135][136]。マンガショップシリーズ『魔犬ムサシ＋キリマンジャロの風』に収録[76]。
- 人間椅子 - 原作：江戸川乱歩、『週刊少年キング』第8巻第36号（1970年8月16日（34）号）・第8巻第37号（1970年8月23日（35）号）、少年画報社[137]。SGコミックス『江戸川乱歩妖美劇画館』第2巻に収録。
- 芋虫 - 原作：江戸川乱歩、『週刊少年キング』第8巻第38号（1970年8月30日（36）号）、少年画報社[137][138]。SGコミックス『江戸川乱歩妖美劇画館』第2巻に収録。
- 白昼夢 (江戸川乱歩) - 原作：江戸川乱歩、『週刊少年キング』第8巻第39号（1970年9月6日（37）号）、少年画報社[137][139]。SGコミックス『江戸川乱歩妖美劇画館』第2巻に収録。
- お勢地獄 - 原作：江戸川乱歩、『週刊少年キング』第8巻第40号（1970年9月13日（38）号）、少年画報社[137][140]。SGコミックス『江戸川乱歩妖美劇画館』第2巻に収録。
- なぜなに大昔の人間 - 書き下ろし作品。20人いる挿画担当者の一人[141]。
  - 『なぜなに大昔の人間』梶竜雄、小学館〈なぜなに学習図鑑シリーズ 5〉、1970年10月20日。
- 狼ジンギスカン - 『週刊ぼくらマガジン』第2巻第45号（1970年11月17日（47）号） - 第3巻第21号（1971年6月1日（23）号）、講談社。単行本化の際に『狼ジンギス汗』に改題した。
  - 『狼ジンギス汗』講談社、1989年4月。ISBN 4-06-204287-8。
- 北へ帰る - 原作：戸川幸夫、『週刊少年キング』第8巻第54号（1970年12月20日（52）号）・第9巻第1号（1971年1月3日（1）号）、少年画報社[142][143]。
- なぜなにびっくり世界一 - 書き下ろし作品。15人いる挿画担当者の一人[144]。
  - 『なぜなにびっくり世界一』梶竜雄、小学館〈なぜなに学習図鑑シリーズ 7〉、1971年2月20日。
- 巨人獣 - 『週刊少年キング』第9巻第10号（1971年3月7日（10）号） - 第9巻第32号（1971年8月1日（32）号）、少年画報社[145]。
  - 『巨人獣』 1巻、汐文社〈ホーム・コミックス〉、1976年4月15日。
  - 『巨人獣』 2巻、汐文社〈ホーム・コミックス〉、1976年4月20日。
  - 『巨人獣』太田出版〈QJマンガ選書 12〉、1998年4月20日。ISBN 4-87233-388-8。石川球人名義。『まんが王』掲載話も収録[133]。
- 日本の動物たち - 共作：斐太猪之介、『週刊平凡』第13巻第10号（1971年3月11日号） - 第13巻第13号（1971年4月1日号）、平凡出版。
- 野犬王ナチ - 原作：椋鳩十[注 9]、『週刊少年マガジン』第13巻第51号（1971年11月14日（47）号） - 第13巻第55号（1971年12月12日（51）号）、講談社[146]。
- 風のタナトス - 『週刊少年マガジン』第14巻第10号（1972年2月8日（9）号） - 第14巻第14号（1972年3月19日（13）号）、講談社[147][148]。
- 冒険手帳 - 共著：谷口尚規、書き下ろし作品。
  - 『冒険手帳』主婦と生活社〈21世紀ブックス〉、1972年6月25日。全国書誌番号:75065459。
- ジャガーのビッチュ - 『週刊少年チャンピオン』第4巻第43号（1972年10月2日（42）号）・第4巻第44号（1972年10月9日（43）号）、秋田書店[149]。
- 独裁者 - 『リイドコミック』第3巻（1973年）、さいとう・プロダクション。
  - 『独裁者：秦の始皇帝』リイド社〈SPコミックス〉、1978年4月5日。
- オバケ時代 - 『週刊少年キング』第11巻第38号（1973年8月20日（35）号）、少年画報社[150]。
- 尻まくり鉄拐 - 『漫画ベストセラー』第1巻第8号（1973年10月19日（8）号）、ベストセラーズKK[151]。
- おもちゃの作り方 - 書き下ろし作品。
  - 『おもちゃの作り方』主婦と生活社〈21世紀ブックス〉、1973年12月10日。全国書誌番号:45000174。
- 楽しい手作りのおもちゃ - 『主婦と生活』第29巻第2号（1974年2月号）、主婦と生活社[152]。
- たった一人のイヨマンテ - 『リイドコミック』第4巻（1974年2月7日号）、さいとう・プロダクション[153]。
- 遊びのガキ大将 - 書き下ろし作品。
  - 『遊びのガキ大将』主婦と生活社〈21世紀ブックス〉、1974年12月10日。全国書誌番号:45000024。
- 狼王ロボ・灰色ぐまの一生 - 書き下ろし作品。原作：アーネスト・トンプソン・シートン。
  - 『狼王ロボ・灰色ぐまの一生』アーネスト・トンプソン・シートン，佐山透、講談社〈少年少女ディズニー文庫 3〉、1974年。全国書誌番号:45005660。
- 名犬ラッシー - 『テレビマガジン』第5巻第1号（1975年1月号） - 第6巻第2号（1976年2月号）、講談社[154]。
- これだけは､ぜひ知っておきたい 冒険野郎の基礎知識 - 『週刊読売』第34巻第35号（1975年8月16日号）、読売新聞社[155]。
- デルス・ウザーラ - 劇画ロードショー、『月刊少年チャンピオン』第6巻第9号（1975年9月号）、秋田書店[156]。
- ザ・のら犬 - 原案：平塚八兵衛、『週刊少年チャンピオン』第7巻第50号（1975年12月1日（49）号） - 第8巻第16号（1976年4月5日（15）号）、秋田書店[157][158]。
- 怪異・眉間尺 - 原作：魯迅[注 11]、『週刊少年サンデー』第18巻第3号（1976年1月15日増刊号）、小学館[161]。
- 新・七匹の仔山羊：ウルフランド - 著作：平井和正、『奇想天外』第1巻第1号（1976年4月号）、奇想天外社[162]。挿絵を担当[162]。
- 悪夢の中の狼男：ウルフランド - 著作：平井和正、『奇想天外』第1巻第1号（1976年4月号）、奇想天外社[162]。挿絵を担当[162]。
- 狼の日：スペシャル・ウルフガイ劇場 - 著作：平井和正、『奇想天外』第1巻第2号（1976年5月号）、奇想天外社[162]。挿絵を担当[162]。
- ヒグマガミ - 『週刊少年チャンピオン』第8巻第32号（1976年7月19日（30）号） - 第8巻第34号（1976年8月2日（32）号）、秋田書店[158]。
- ウル - 『週刊少年チャンピオン』第8巻第41号（1976年9月13日（38）号） - 第9巻第40号（1977年9月12日（38）号）、秋田書店[163][164]。
  - 『ウル』 1巻、秋田書店〈少年チャンピオン・コミックス CC-249〉、1977年5月15日。全国書誌番号:77035501。
  - 『ウル』 2巻、秋田書店〈少年チャンピオン・コミックス CC-265〉、1977年7月25日。全国書誌番号:77035502。
  - 『ウル』 3巻、秋田書店〈少年チャンピオン・コミックス CC-276〉、1977年9月15日。全国書誌番号:77035503。
  - 『ウル』 4巻、秋田書店〈少年チャンピオン・コミックス CC-295〉、1977年12月30日。全国書誌番号:78000994。
  - 『ウル』 5巻、秋田書店〈少年チャンピオン・コミックス CC-297〉、1978年1月5日。全国書誌番号:78002058。
- ほえろ！バック - 原作：ジャック・ロンドン、『テレビマガジン』第6巻第16号（1976年12月号）別冊付録ほか、講談社[165]。単行本化の際に『荒野の呼び声』に改題した。
  - 『荒野の呼び声』 1巻、講談社〈Kodansya Comics TVマガジン KCT813〉、1977年6月15日。
  - 『荒野の呼び声』 2巻、講談社〈Kodansya Comics TVマガジン KCT814〉、1977年6月15日。
- スプリングフィールドのきつね - 書き下ろし作品。原作：アーネスト・トンプソン・シートン。
  - 『スプリングフィールドのきつね』アーネスト・トンプソン・シートン、ほるぷ出版〈ほるぷの紙芝居〉、1976年。 NCID BA70538591。
- あばよトンキー - 『週刊少年チャンピオン』第9巻第47号（1977年10月24日（44）号）、秋田書店[164]。
- ヒヒ少年バビアン - 共作：実吉達郎、『小学三年生』第32巻第9号（1977年12月号） - 第32巻第12号（1978年3月号）、小学館[166]。
- 悪魔の羽搏 - 原作：西村寿行、『ヤングコミック』第11巻第33号（1977年12月28日号） - 第12巻第3号（1978年1月25日号）、少年画報社[167][168]。
- オルカ - 劇画ロードショー、『月刊少年チャンピオン』第9巻第1号（1978年1月号）、秋田書店[169]。
- ある若武者の挑戦 ザ・闘犬 - 『週刊少年キング』第16巻第20号（1978年5月15日（21）号）、少年画報社[170]。
- 闘犬士たち - 『ヤングコミック』第12巻第16号（1978年6月14日号）、少年画報社[171]。
- ボクこそ冒険少年 - 『小学四年生』第57巻第6号（1978年9月号）、小学館[172]。
- 黒ミサ幻想曲 - 書き下ろし作品。原作：サックス・ローマー。TOMOコミックス『白夢海流』に収録[173]。
- 白夢海流 - 書き下ろし作品。原作：ウィリアム・ホープ・ホジスン。
  - 『白夢海流』主婦の友社〈TOMOコミックス 名作ミステリー〉、1978年11月1日。
- ミノ毛のサン太 - 『月刊少年マガジン』第6巻第1号（1979年1月号）、講談社[174]。
- えんこのモモ次郎 - 『月刊少年マガジン』第6巻第2号（1979年2月号）、講談社[175]。
- 耳なし五六 - 『月刊少年マガジン』第6巻第4号（1979年4月号）、講談社[176]。
- きみは野生の光をみたか！ - 『月刊少年ワールド』第2巻第6号（1979年6月号）・第2巻第7号（1979年7月号）、潮出版社[177][178]。
- 恐竜作戦 - 共作：豊田有恒、『小学三年生』第34巻第6号（1979年9月号） - 第34巻第9号（1979年12月号）、小学館[179]。
- タイムウルフ - 『アニメージュ』（1979年9月20日増刊（リュウ Vol.2））、徳間書店[180]。

### 1980年代
- ボロ猫ボロ - 『コミックボンボン』第1巻第1号（1981年11月号）、講談社[181]。
- イラクの日本人庭師 - 『週刊宝石』第3巻第46号（1983年12月9日号）、光文社[182]。
- 小さな戦士たち - 書き下ろし作品。挿絵担当。
  - 『小さな戦士たち』Y.ホンダ、ポプラ社〈文学の館〉、1984年4月。全国書誌番号:84030478。
- 海の冒険手帳 - 書き下ろし作品。
  - 『海の冒険手帳』武久成之、ロッキー、1984年。ISBN 4-89767-101-9。
- 草原の蒼き狼 - 書き下ろし作品。
  - 『草原の蒼き狼』 1巻、講談社〈コミックシルクロード 7〉、1985年1月30日。ISBN 4-06-101844-2。
  - 『草原の蒼き狼』 2巻、講談社〈コミックシルクロード 8〉、1985年4月10日。ISBN 4-06-101845-0。
  - 『草原の蒼き狼』 3巻、講談社〈コミックシルクロード 9〉、1985年9月6日。ISBN 4-06-101846-9。
  - 『草原の蒼き狼』 4巻、講談社〈コミックシルクロード 10〉、1985年12月6日。ISBN 4-06-101847-7。
  - 『草原の蒼き狼』 5巻、講談社〈コミックシルクロード 11〉、1986年4月18日。ISBN 4-06-101848-5。
- HIRAIST - 書き下ろし作品[183]。装画・挿画担当[183]。
  - 『HIRAIST』平井和正、コトダマ社、1988年2月29日。

### 1990年代
- 練習帆船「海王丸」ニューヨークに渡る - 『宝石』第20巻第12号（1992年12月号）・第21巻第1号（1993年1月号）、光文社[184][185]。
- 磯子物語 - 『別冊少年なつ漫王』第4号（1993年11月10日発行） - 、アップルBOXクリエート[9]。

### 2000年代
- 土佐人・中城健雄の青春 - 書き下ろし作品[186]。
  - 『昭和少年70's』 5巻、中城健雄、天理教道友社、2013年7月。ISBN 978-4-8073-0577-3。

### 発表年不明作品
- 旅ゆけば 阿寒湖物語[187]
- 狼シショカ - sun comics『動物記』に収録。
- 黒い嵐 - sun comics『動物記』に収録。
- ビンゴビンゴ - sun comics『動物記』に収録。
- フェニボングの山猫 - sun comics『動物記』に収録。
- 金月 - sun comics『動物記』に収録。
  - 『動物記』朝日ソノラマ〈sun comics SCM-26〉、1968年2月13日。全国書誌番号:45032124。
- 押絵と旅する男 - SGコミックス『江戸川乱歩妖美劇画館』第2巻に収録。
- 狼シショカ - KCデラックス『シートンの動物記』に収録。
- フェニボングの大山ネコ - KCデラックス『シートンの動物記』に収録。
- ブラック・スモーク - KCデラックス『シートンの動物記』に収録。
- レラ - KCデラックス『シートンの動物記』に収録。
- 牧羊犬ビンゴ - KCデラックス『シートンの動物記』に収録。
- 山猫物語 - KCデラックス『シートンの動物記』に収録。
  - 『シートンの動物記』講談社〈KCデラックス 218・石川球太の野生シリーズ 1〉、1991年5月23日。ISBN 4-06-313218-8。
- ツンドラ狼物語：黒チビちゃん - KCデラックス『ツンドラ狼物語：黒チビちゃん』に収録。
  - 『ツンドラ狼物語：黒チビちゃん』 1巻、講談社〈KCデラックス 219・石川球太の野生シリーズ 2〉、1991年6月22日。ISBN 4-06-313219-6。
  - 『ツンドラ狼物語：黒チビちゃん』 2巻、講談社〈KCデラックス 220・石川球太の野生シリーズ 3〉、1991年7月23日。ISBN 4-06-313220-X。

## 選集
- 石川球太の野生シリーズ
  1. 『シートンの動物記』講談社〈KCデラックス 218〉、1991年5月23日。ISBN 4-06-313218-8。
  2. 『ツンドラ狼物語：黒チビちゃん』 1巻、講談社〈KCデラックス 219〉、1991年6月22日。ISBN 4-06-313219-6。
  3. 『ツンドラ狼物語：黒チビちゃん』 2巻、講談社〈KCデラックス 220〉、1991年7月23日。ISBN 4-06-313220-X。
- 石川球太痛快文庫
  1. 『スーパーローズ』 1巻、アップルBOXクリエート、1993年11月10日。
  2. 『スーパーローズ』 2巻、アップルBOXクリエート、1994年6月6日。
  3. 『スーパーローズ』 3巻、アップルBOXクリエート、1994年12月20日。
  4. 『ななし野ものがたり』アップルBOXクリエート、1995年11月10日。
  5. 『アパッチ投手』 1巻、アップルBOXクリエート、1996年7月30日。
  6. 『アパッチ投手』 2巻、アップルBOXクリエート、1996年6月6日。
  7. 『アパッチ投手』 3巻、アップルBOXクリエート、1998年4月15日。
  8. 『スーパーローズ』 4巻、アップルBOXクリエート、1998年9月25日。
  9. 『巨人ロロ』アップルBOXクリエート、2000年11月20日。
  10. 『アパッチ投手』 4巻、アップルBOXクリエート、2001年7月25日。
  11. 『地球王子』アップルBOXクリエート、2003年2月11日。
  12. 『少年サファリ』アップルBOXクリエート、2004年9月25日。
  13. 『探偵こぞう』アップルBOXクリエート、2005年8月31日。
  14. 『スーパーローズ』 5巻、アップルBOXクリエート、2019年4月30日。
  15. 『少年ブルーバ』 1巻、アップルBOXクリエート、2020年2月10日。
  16. 『緑の無人島』アップルBOXクリエート、2020年10月31日。
  17. 『少年ブルーバ』 2巻、アップルBOXクリエート、2021年10月10日。
  18. 『ザンバ』 1巻、アップルBOXクリエート、2022年11月10日。
- 『ゴジラVSキングギドラ決戦史』堀江卓、古城武司、竹書房〈バンブーコミックス〉、1992年1月16日。ISBN 4-88475-565-0。[71]
- 『魔犬ムサシ＋キリマンジャロの風』パンローリング〈マンガショップシリーズ 118〉、2006年10月2日。ISBN 4-7759-1118-X。[76]
- 『石川球太短編集 魔山マウジンガ』パンローリング〈マンガショップシリーズ 136〉、2007年1月2日。ISBN 978-4-7759-1136-5。[86]
- 『江戸川乱歩妖美劇画館』 2巻、真崎守、池上遼一、少年画報社〈SGコミックス COMIC621〉、2015年8月7日。ISBN 978-4-7859-5581-6。[188]

## 余聞
- 2012年に開催された「びっくりどんぐり奇想天外 杉浦茂のとと？展」に際し、杉浦茂に対するトリビュート作品を出展した[189]。

## アシスタント
- 谷口ジロー - 1966年から数年間、石川球太のアシスタントを務めた[190]。『芋虫』（1970年）、『巨人獣』（1971年）、『白魔人』（1972年）など、連名で発表した作品も数点ある[138]。

## 関連書誌
- 「石川球太大特集」『少年なつ漫王』第27号、アップルBOXクリエート、東京、1999年10月20日。[191]